# FK Haugesund
El Fotballklubben Haugesund es un club de fútbol noruego de la ciudad de Haugesund. Fue fundado en 1993 y juega en la Eliteserien.

## Palmarés
- Copa de Noruega: 0
  - Finalista: 1

2007

## Participación en competiciones de la UEFA
| Temporada | Torneo             | Ronda            | Club                | Casa | Visita | Global |
| --------- | ------------------ | ---------------- | ------------------- | ---- | ------ | ------ |
| 2014–15   | UEFA Europa League | Clasificatoria 1 | Airbus UK Broughton | 2–1  | 1–1    | 3–2    |
| 2014–15   | UEFA Europa League | Clasificatoria 2 | FK Sarajevo         | 1–3  | 1–0    | 2–3    |
| 2017–18   | UEFA Europa League | Clasificatoria 1 | Coleraine           | 7–0  | 0–0    | 7–0    |
| 2017–18   | UEFA Europa League | Clasificatoria 2 | Lech Poznań         | 3–2  | 0–2    | 3–4    |
| 2019–20   | UEFA Europa League | Clasificatoria 1 | Cliftonville        | 5–1  | 1–0    | 6–1    |
| 2019–20   | UEFA Europa League | Clasificatoria 2 | Sturm Graz          | 2–0  | 1–2    | 3–2    |
| 2019–20   | UEFA Europa League | Clasificatoria 3 | PSV                 | 0–1  | 0–0    | 0–1    |